# درخت فیثاغورس

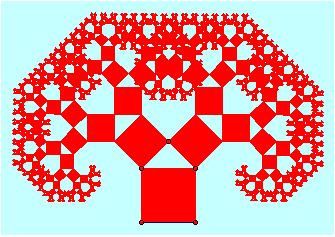
درخت فیثاغورس

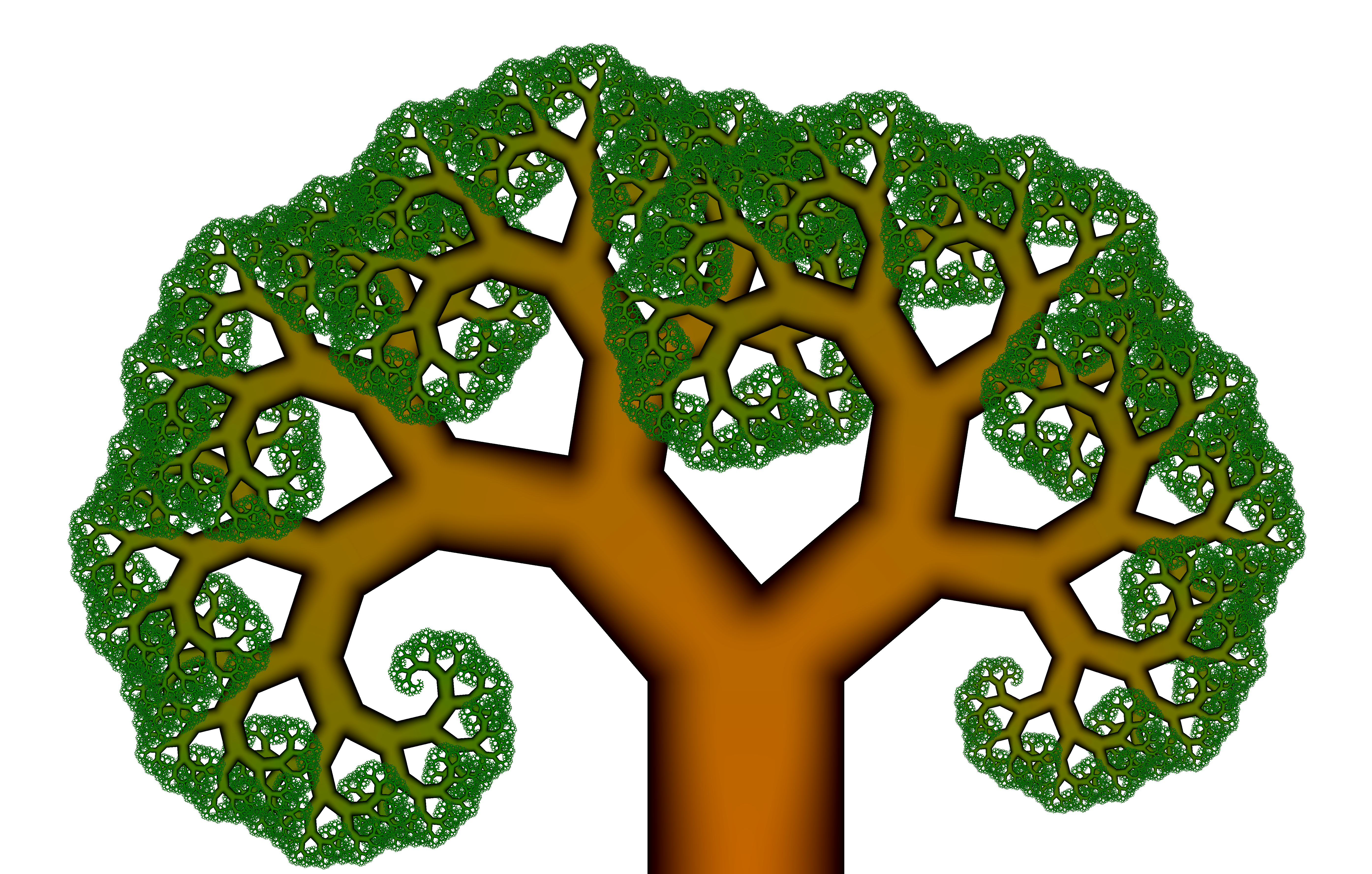
درخت فیثاغورس با زاویه ۲۵ درجه و رنگ‌آمیزی صاف

درخت فیثاغورس شکل خاصی از صفحه فرکتال است که با استفاده از مجموعه‌ای از مربع‌ها ساخته می‌شود. این درخت در سال ۱۹۴۲ توسط یک معلم ریاضی هلندی با نام آلبرت بُسمن کشف شد و به دلیل اینکه هر سه مربع متصل به هم در این درخت مثلث قائم‌الزاویه‌ای را در برمی‌گیرند که به‌طور مرسوم در قضیه فیثاغورس استفاده می‌شود، آن را به نام وی نام‌گذاری کرد. اگر بزرگترین مربع دارای اندازهٔ ۱×۱ باشد تمام درخت به راحتی در جعبه‌ای با ابعاد ۶×۴ جای می‌گیرد.

## رسم درخت
برای رسم این درخت در مرحله ۰ یک مربع رسم می‌شود. سپس در مرحله ۱ از دو راس بالایی مربع دو زاویهٔ ۴۵ درجه جدا شده تا مثلث قائم‌الزاویهٔ متساوی‌الساقینی در این قسمت ایجاد شود. در ادامه در مرحله ۲ بر روی دو ضلع مثلث قائم‌الزاویه ایجاد شده که در تماس با مربع نیستند مربعات جدیدی ساخته می‌شود. در مرحله ۳ دوباره همه‌چیز تکرا می‌شود و در نهایت درخت بزرگتر می‌شود.
|         |         |         |         |
| مرحله ۰ | مرحله ۱ | مرحله ۲ | مرحله ۳ |